# Municipio de Scotland (Dakota del Sur)
El municipio de Scotland (en inglés: Scotland Township) es un municipio ubicado en el condado de Day en el estado estadounidense de Dakota del Sur. En el año 2010 tenía una población de 34 habitantes y una densidad poblacional de 0,36 personas por km².

## Geografía
El municipio de Scotland se encuentra ubicado en las coordenadas 45°16′35″N 97°55′37″O / 45.27639, -97.92694. Según la Oficina del Censo de los Estados Unidos, el municipio tiene una superficie total de 93.19 km², de la cual 93,07 km² corresponden a tierra firme y (0,13 %) 0,12 km² es agua.

## Demografía
Según el censo de 2010, había 34 personas residiendo en el municipio de Scotland. La densidad de población era de 0,36 hab./km². De los 34 habitantes, el municipio de Scotland estaba compuesto por el 100 % blancos. Del total de la población el 0 % eran hispanos o latinos de cualquier raza.